# Рупп, Франц

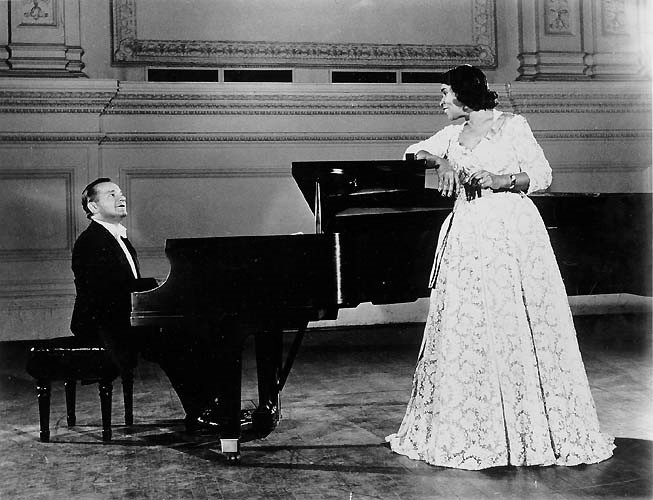
Франц Рупп и Мариан Андерсон на концерте в Карнеги-холле (1950-е годы)

Франц Рупп (нем. Franz Rupp; 24 февраля 1901, Шонгау — 27 мая 1992, Нью-Йорк) — немецкий и американский пианист. В первой половине XX века — один из самых известных и востребованных аккомпаниаторов.

## Очерк биографии и творчества
Окончил в 1922 году Музыкальную академию в Мюнхене как пианист (класс А. Шмидта-Линднера). В 1921 году впервые посетил США как аккомпаниатор скрипача Вилли Бурместера, впервые выступал в Карнеги-холле. С 1926 года жил в Берлине. В 1938 году Рупп окончательно переехал в США, с 1945 года вёл класс камерной музыки в Институте Кёртис (Филадельфия). Творческую карьеру завершил в 1985 году.
Рупп зарекомендовал себя как опытный и чуткий аккомпаниатор певцов, среди которых Генрих Шлюснус, Карл Шмитт-Вальтер, Сигрид Онегин, Лотта Леман, Грейс Бамбри. В США был постоянным концертмейстером Мариан Андерсон, вместе с ней начиная с 1940 года дал более 20 концертов в знаменитом Карнеги-холле. Аккомпанировал также скрипачам и виолончелистам (Фриц Крейслер, Эрика Морини, Георг Куленкампф, Эмануэль Фойерман). Как солист, выступал в ансамбле с известными немецкими оркестрами, в том числе, под управлением Вильгельма Фуртвенглера. Помимо стандартного классико-романтического репертуара в послевоенные годы изредка исполнял музыку эпохи барокко на клавесине.

## Избранная дискография
Сохранились многие аудиозаписи, в том числе с Фрицем Крейслером — все скрипичные сонаты Бетховена.
- И. Альбенис. Танго из сюиты «Испания» op. 165 (Г. Куленкампф); Telefunken master 19191
- Л. ван Бетховен. Все скрипичные сонаты (Ф. Крейслер); HMV D.B 2554—2560
- И. Брамс, Э. Григ. Песни (К. Шмитт-Вальтер); Telefunken A 2040 (запись 1936)
- И. Брамс. Песни (М. Андерсон); 2-RCA Victor M 882 (78)
- Ф. Мендельсон. Соната № 2 для влч. и фп. op. 58 (Э. Фойерман)
- С. В. Рахманинов. Романсы (М. Андерсон); Victor 10-1122 in M 986 (78)
- Ф. Шуберт. Песни (Г. Шлюснус, Герта Глац и др.); Polydor 62644; 15247 Victor
- Р. Штраус. Песни (Г. Шлюснус); Grammophon 90167